# エド・マクベイン

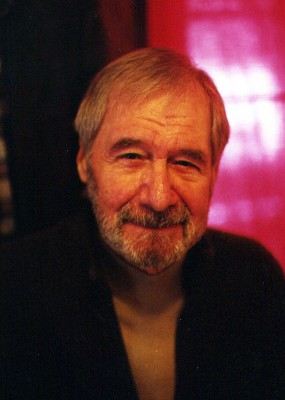
エヴァン・ハンターとして

エド・マクベイン（Ed McBain、1926年10月15日 - 2005年7月6日）は、アメリカの推理小説作家。
エヴァン・ハンター（Evan Hunter）など別ペンネームが多数ある。代表作に「87分署シリーズ」「ホープ弁護士シリーズ」がある。
1986年にアメリカ探偵作家クラブ・巨匠賞、1998年に英国推理作家協会・ダイヤモンド・ダガー賞を受賞している。

## 概要
ニューヨークのイースト・ハーレムに、イタリア系アメリカ人として生まれる。生まれたときの名前はサルヴァトーレ・ロンビーノ（Salvatore Lombino）だった。若い頃はジャズ・ミュージシャンにもあこがれたが、やがて画家を志し、奨学金を得て1943年に美術系の学校クーパー・ユニオンに進学する。だが、自身の才能のなさに気がつき、1944年に海軍に入隊する。太平洋戦争終結後は、日本にも滞在した。兵役の間に読書に目覚め、自身でも小説を書いて雑誌に投稿し始める。
1946年、ハンター・カレッジ・ブロンクス校に入学し、創作を学ぶ。1950年に卒業し、9月にブロンクス職業訓練校の教師となったが、12月に退職する。作家のエージェント会社で働きながら、リチャード・マーステン、カート・キャノン、ハント・コリンズ、エズラ・ハウン等のペンネームでパルプ・マガジンに短編を発表する。1953年にエージェント会社から独立する。1954年に、職業訓練校時代の経験をもとに、エヴァン・ハンター名義で『暴力教室』を発表する。この作品は翌年には映画化もされ、一躍人気作家になった。アメリカ社会ではイタリア系は差別されている時代であり、この際に本名も「エヴァン・ハンター」に変えた（なお、マクベイン本人には「イタリア系」という意識はほとんどないという）。
1956年、エド・マクベイン名義で「87分署シリーズ」の第1作『警官嫌い』を発表する。ニューヨークをモデルとした架空の都市アイソラを舞台に、中心人物のスティーヴ・キャレラ刑事以外にも多くの警察関係者たちが登場して活躍する物語で、「警察小説」というジャンルの代表的なシリーズとなる。以降の、小説やテレビドラマ、映画などに大きな影響を与えた。第10作『キングの身代金』は黒澤明監督によって映画化され、『天国と地獄』となった。『クレアが死んでいる』は市川崑監督の『幸福』の原作である。マクベインは生涯、「87分署シリーズ」を書き続け、第56作『最後の旋律』（2004年）が遺作となった。
2005年7月6日、喉頭ガンのため死亡した。
その他の作品に、童話・童謡をモチーフとし、家庭内の悲劇に対面する弁護士を描く「ホープ弁護士シリーズ」13冊、カート・キャノン名義で発表した、同名の酔いどれ探偵が登場するシリーズ2冊などがある。1958年にはクレイグ・ライスの未完の長編『エイプリル・ロビン殺人事件』に補筆して完成させている。
また、エヴァン・ハンター名義では、映画化された作品『逢う時はいつも他人』『去年の夏』等があり、アルフレッド・ヒッチコック監督の映画『鳥』の脚本も担当している。

## エピソード
- イギリスのミステリー作家ケン・ブルーウンには、「87分署シリーズ」を愛読する凶暴な刑事が登場する「ブラント刑事シリーズ」がある（日本語訳は未刊）。

## エド・マクベイン名義の作品

### 87分署シリーズ
- 87分署インタビュー （直井明著 六興出版 1992年）

### ホープ弁護士シリーズ
- 金髪女 （峰常生訳 早川書房 1980年 のち文庫（谷田貝常夫訳））
- 黄金を紡ぐ女 （石田善彦訳 早川書房 1983年 のち文庫）
- 美女と野獣 （石田善彦訳 早川書房 1984年 のち文庫）
- ジャックと豆の木 （喜多元子訳 早川書房 1986年 のち文庫）
- 白雪と赤バラ （長野きよみ訳 早川書房 1987年 「白雪と赤いバラ」文庫）
- シンデレラ （長野きよみ訳 早川書房 1988年 のち文庫）
- 長靴をはいた猫（松下祥子訳 早川書房 1989年 のち文庫）
- ジャックが建てた家 （長野きよみ訳 早川書房 1990年 のち文庫）
- 三匹のねずみ （長野きよみ訳 早川書房 1992年）
- メアリー、メアリー （長野きよみ訳 早川書房 1996年）
- 小さな娘がいた （長野きよみ訳 早川書房 1998年）
- 最後の希望 （長野きよみ訳 早川書房 2000年）
- 寄り目のテディベア （長野きよみ訳 早川書房 2000年）

### ノンシリーズ
- カリブの監視 （久良岐基一訳 早川書房 1967年）
- 命ある限り （河合裕訳 徳間書店 1977年）
- 魔の拳銃 （河合裕訳 徳間書店 1977年）
- 殺意の盲点 （松岡和訳 徳間書店 1978年）
- 煙の立つところ （井上一夫訳 早川書房 1979年）
- 拳銃 （久良岐基一訳 早川文庫 1980年）
- 街はおれのもの （尾坂力訳 早川書房 1980年）
- チャイナタウン特捜隊 （井上一夫訳 サンケイ文庫 1986年）
- ダウンタウン （羽田詩津子訳 早川書房 1990年 のち文庫）
- 盗聴された情事 （田村隆一訳 新潮文庫 1995年）
- 湖畔に消えた婚約者 （塩川優訳 扶桑社 (扶桑社ミステリー) 2001年）
- ドライビング・レッスン （永井淳訳 ソニー・マガジンズ (ヴィレッジブックス) 2002年）
- 逃げる （羽地和世訳 早川書房 2002年）

## エヴァン・ハンター名義
- 暴力教室 （伊藤清訳 雄鶏社 1955年／井上一夫訳 ハヤカワ文庫）
- ジャングル・キッド （都筑道夫・井上一夫訳 早川書房 1960年）
- 若い野獣たち （井上一夫訳 早川書房 1961年）
- 空とぶタイム・マシン （内田庶訳 偕成社 (世界のこどもエスエフ) 1969年）
- 去年の夏 （井上一夫訳 角川文庫 1970年）
- ハナの差 （森崎潤一郎訳 早川書房 1972年 のち文庫）
- 悪党どもとナニー （森崎潤一郎訳 早川書房 1977年）
- 黄金の街 （木村二郎訳 早川書房 1979年）
- 冬が来れば （井上一夫訳 早川書房 1979年）
- 大人ってなに考えてるのかな （落合恵子訳 三笠書房 1980年3月）
- ペーパー・ドラゴン （志摩隆訳 早川書房 1980年）
- 逢う時はいつも他人 （安達昭雄訳 角川文庫 1984年）
- 秘匿特権 （小林宏明訳 講談社文庫 1998年）
- キャンディーランド （山本博訳 早川書房 2001年）
- 犬嫌い （嵯峨静江ほか訳 早川書房 2002年）

## カート・キャノン名義

### 酔いどれ探偵キャノンもの
- 酔いどれ探偵街を行く （都筑道夫訳 早川書房 1963年 のち文庫） - 連作短編集
- よみがえる拳銃 （ 三田村裕訳 ハヤカワ・ミステリ文庫 1981年2月） - 長編

## その他の名義
- ビッグ・マン （リチャード・マーステン 中田耕治訳 創元推理文庫 1960年）
- 恐竜の世界 （リチャード・マーステン 福島正実訳 銀河書房 1956年　のち「恐竜1億年」と改題して岩崎書店から刊行）
- 果てしなき明日 （ハント・コリンズ 中桐雅夫訳 早川書房 1959年）
- みどりの刺青 （ジョン・アボット 伏見威蕃訳  福武書店 1994年）

## 共著
- エイプリル・ロビン殺人事件 （クレイグ・ライス共著 森郁夫訳 早川書房 1959年）

## 映画

### 原作
- 暴力教室 (1955年) 原作『暴力教室』
- 第87警察 (1958年) 原作：87分署シリーズ『警官嫌い』[1]
- 逢う時はいつも他人 (1960年) 原作『逢う時はいつも他人』・脚本[2]
- 麻薬密売人 (1960年) 原作：87分署シリーズ『麻薬密売人』[3]
- 明日なき十代 (1960年) 原作『若い野獣たち』[4]
- 87分署（英語版） (1961-1962年) TV 原作：87分署シリーズ
- 天国と地獄 (日本／1963年) 原作：87分署シリーズ『キングの身代金』
- 恐怖の時間 (日本／1964年) 原作：87分署シリーズ『殺意の楔』
- 去年の夏 (1969年) 原作『去年の夏』[5]
- 刑事キャレラ/10+1の追撃 (フランス／1972年) 原作：87分署シリーズ『10+1』[6]
- 複数犯罪 (1972年）原作：87分署シリーズ『警(さつ)官』・脚本
- 刑事キャレラ/血の絆 （フランス・カナダ／1977年) 原作：87分署シリーズ『血の絆』[7]
- 幸福 (日本／1981年) 原作：87分署シリーズ『クレアが死んでいる』
- 新・刑事コロンボ／初夜に消えた花嫁 (1992年) TVM 原作：87分署シリーズ『命果てるまで』[8]
- 新・刑事コロンボ／死を呼ぶジグソー （1994年） TVM 原作：87分署シリーズ『はめ絵』[9]
- 完全犯罪 (1995年) TVM 原作[10]
- サイコパス／死体の刻印 (1995年) TVM 原作：87分署シリーズ『稲妻』[11]
- エド・マクベインの87分署－熱く長い夜－ (1997年) TVM 原作：87分署シリーズ『熱波』[12]
- キラー・コマンドー （2001年) TVM 原作：ホープ弁護士シリーズ『三匹のねずみ』[13]
- 天国と地獄 (日本／2007年) TVM 原作：87分署シリーズ『キングの身代金』

### 脚本
- 逢う時はいつも他人 (1960年） 原作・脚本
- 鳥 （1963年） 脚本
- 複数犯罪 (1972年） 原作・脚本
- 傷だらけの疾走 (1979年） TVM 脚本[14]